# تاريخ الاتحاد السوفيتي (1927-1953)

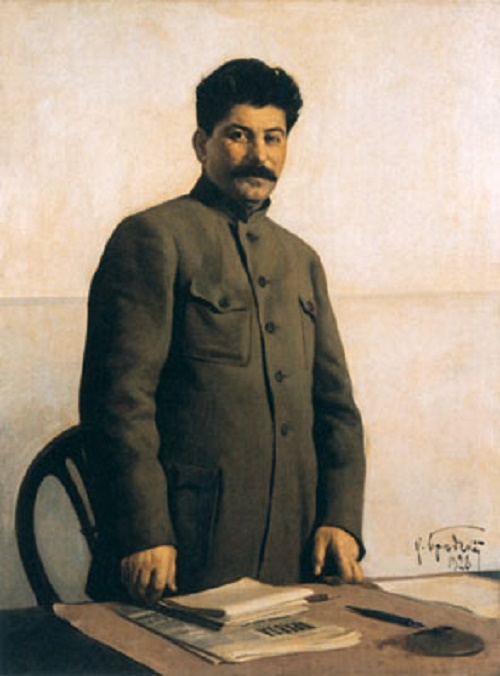

يغطي تاريخ الاتحاد السوفيتي بين عامي 1927 و1953 الفترة في التاريخ السوفيتي من تأسيس الستالينية خلال النصر في الحرب العالمية الثانية حتى وفاة جوزيف ستالين في عام 1953. سعى لتدمير أعدائه أثناء تحويل المجتمع السوفيتي مستخدمًا تخطيطًا اقتصاديًا صارمًا، على وجه الخصوص، وتنفيذ تنظيم جماعي على القطاعات الزراعية وتطوير سريع للصناعة الثقيلة. وطّد ستالين سلطته داخل الحزب والدولة وعزز عبادة واسعة النطاق للشخصية. كانت الشرطة السرية السوفيتية والحزب الشيوعي السوفيتي للتعبئة الجماهيرية أداتين رئيستين لستالين في تشكيل المجتمع السوفيتي. أدت أساليب ستالين في تحقيق أهدافه -التي شملت عمليات التطهير الحزبية والقمع السياسي للجمهور العام وفرض التنظيم الجماعي- إلى مقتل الملايين: في معسكرات العمل في غولاغ وخلال المجاعة.
دمرت الحرب العالمية الثانية -التي يطلق عليها المؤرخون السوفيت اسم «الحرب الوطنية العظمى»- معظم اتحاد الجمهوريات السوفيتية الاشتراكية، إذ كانت وفاة واحدة من كل ثلاث وفيات من الحرب العالمية الثانية تتمثل في مواطن من الاتحاد السوفيتي. بعد الحرب العالمية الثانية، احتلت جيوش الاتحاد السوفيتي أوروبا الشرقية، حيث أنشأت الحكومات الدمية الشيوعية أو دعمتها. بحلول عام 1949، كانت الحرب الباردة قد بدأت بين الكتلة الغربية والكتلة الشرقية (السوفيتية)، مع حلف وارسو (الذي تأسس عام 1955) في مواجهة حلف شمال الأطلسي (تأسس عام 1949) في أوروبا. بعد عام 1945، لم يشارك ستالين مباشرة في أي حروب، واستمر في حكمه الشمولي حتى وفاته في عام 1953.

## المجتمع

### البروباغندا
كان معظم كبار القادة الشيوعيين في عشرينيات القرن الماضي وثلاثينياته دعاة أو محررين قبل عام 1917، وكانوا يدركون تمامًا أهمية الدعاية. ما إن اكتسبوا السلطة في عام 1917، استولوا على احتكار جميع وسائل الاتصال، ووسعوا بشكل كبير أجهزة الدعاية الخاصة بهم فيما يخص الصحف والمجلات والمنشورات. أصبح الراديو أداة قوية في الثلاثينيات. كان ستالين على سبيل المثال محررًا في برافدا، وكانت إزفيستيا صحيفة وطنية أخرى، وكان هنالك العديد من المنشورات الإقليمية وكذلك الصحف والمجلات المطبوعة بجميع اللغات الهامة. كان التوحيد الثابت للآراء هو النمط السائد خلال الحقبة السوفيتية. فرضت رقابة عن كثب على الآلات الكاتبة والمطابع في الثمانينيات لمنع أي منشورات غير مصرح بها. قُمع الساميزدات (كتابة منشقي الاتحاد السوفيتي) بشكل وحشي، تتمثل كتابتهم في منشورات محظورة متداولة بشكل غير قانوني، وتضمنت كتابات تهديمية خيالية وغير خيالية. كانت الاستثناءات النادرة على التوحيد بنسبة 100% في وسائل الإعلام الرسمية بمثابة مؤشرات على معارك عالية المستوى. كان مشروع الدستور السوفيتي لعام 1936 مثالًا على ذلك، حيث أشادت برافدا وترود (صحيفة العمال اليدويين) بمشروع الدستور، في حين كان نيكولاي بوخارين يتحكم في إزفيستيا التي نشرت رسائل وتقارير سلبية عن الموضوع. فاز بوخارين وتغير خط الحزب وبدأ في مهاجمة المعارضين والخونة «التروتسكيين». كان نجاح بوخارين قصير الأجل؛ إذ قُبض عليه في عام 1937 وحوكم محاكمة صورية، ثم أُعدِمَ.

### التعليم
لكي تكون الدعاية فعالة، يجب أن تصل إلى جميع السكان، لكن الغالبية العظمى من الفلاحين كانوا أميين. لقد اعتمد نجاح الشيوعية على أن يتعلموا القراءة والكتابة. يحتاج العمال الصناعيون إلى التعليم من أجل أن يكونوا قادرين على المنافسة، وعليه شرع برنامج متزامن مع التصنيع لزيادة عدد المدارس وجودة التعليم بشكل كبير. في عام 1927، كان هنالك 7,9 مليون طالب ملتحقين بـ118558 مدرسة. بحلول عام 1933، ارتفع العدد إلى 9,7 مليون طالب في 166275 مدرسة. إضافة إلى ذلك، تأسست 900 إدارة متخصصة و566 مؤسسة، وكانت فعالة بالكامل بحلول عام 1933. زادت معدلات الإلمام بالقراءة والكتابة كثيرًا نتيجة لذلك، لا سيما في جمهوريات آسيا الوسطى.

### النساء
استفاد الشعب السوفيتي أيضًا من نوع من التحرر الاجتماعي. إذ حصلت النساء على نفس التعليم الذي يحصل عليه الرجال، وعلى الأقل من الناحية القانونية، حصلن على نفس الحقوق التي يتمتع بها الرجال في مكان العمل. على الرغم من أنه لم تتحقق هذه الأهداف من الناحية العملية، فإن الجهود المبذولة لتحقيقها وبيان المساواة النظرية أدت إلى تحسن عام للوضع الاجتماعي والاقتصادي للمرأة.

### الصحة
ساهمت التنمية الستالينية أيضا في التقدم في مجال الرعاية الصحية، التي شهدت تحسنًا هائلًا عن العصر الإمبراطوري. منحت سياسات ستالين الشعب السوفيتي تيسير الوصول إلى الرعاية الصحية والتعليم المجانيين. خلقت برامج التحصين واسعة النطاق الجيل الأول الخالي من الخوف من التيفوس والكوليرا. انخفضت معدلات ظهور تلك الأمراض، وانخفضت معدلات وفيات الرضع انخفاضًا كبيرًا أيضًا، ما أدى إلى زيادة متوسط العمر المتوقع لكل من الرجال والنساء بأكثر من 20 عامًا في منتصف إلى أواخر الخمسينيات.

### الشباب
أصبحت رابطة الكومسمول -أو رابطة اتحاد منظمات الشباب السوفيتي- منظمة شبابية جديدة تمامًا صممها لينين، وكانت بمثابة قوة ضاربة حماسية نظمت الشيوعية في جميع أنحاء الاتحاد السوفيتي، وغالبًا ما دُعيت إلى مهاجمة الأعداء التقليديين. لعبت الكومسمول دورًا هامًا في تعليم قيم الحزب للجيل الشاب، وخدمت أيضًا لتكون مجموعة متنقلة من العمل والنشاط السياسي، مع امتلاك قدرة على الانتقال إلى مناطق ذات أولوية قصوى في غضون فترات قصيرة. في العشرينيات من القرن الماضي، كلف الكرملين رابطة الكومسمول بمسؤوليات كبيرة تمثلت في تشجيع التصنيع على صعيد المصانع. في عام 1929، كان ثمة 7000 طالب من طلاب الكومسمول يشيدون مصنع الجرارات في ستالينغراد، وشيد 5600 آخرون مصانع في جبال الأورال، وكُلِّفَ 36000 منهم بالعمل تحت الأرض في مناجم الفحم. كان الهدف هو توفير مجموعة قوية مفعمة بالطاقة من النشطاء البلاشفة للتأثير على زملائهم في المصانع والمناجم التي كانت في مركز الأيديولوجية الشيوعية.
اعتمدت الكومسمول سياسات عضوية ميريتوقراطية يُفترض أنها لا تفرّق بين الطبقات، وكان ذلك في عام 1935. نتج عن ذلك انخفاض عدد الشباب من الطبقة العاملة، وهيمنة الشباب المتعلم بشكل أفضل. ظهر تسلسل هرمي اجتماعي جديد مع انضمام شباب محترفين وطلاب إلى النخبة السوفيتية، ما أدى إلى طرد البروليتاريين. عكست السياسات العضوية للكومسمول في ثلاثينيات القرن العشرين الطبيعة الأوسع للستالينية، إذ كانت تجمع بين الخطاب اللينيني حول التقدم الخالي من التفرقة الطبقية والبراغماتية الستالينية التي تركز على الحصول على العضوية الأكثر حماسة ومهارة.

### الحداثة
كانت النساء الحضريات في عهد ستالين -في موازاة للحداثة في البلدان الغربية- أول جيل من النساء اللواتي يستطعن الولادة في المستشفى مع الحصول على الرعاية السابقة للولادة. كان التعليم مجالًا آخر حدث فيه تحسن بعد التنمية الاقتصادية، وكان موازيًا أيضًا للتطورات في الدول الغربية الأخرى. كان الجيل المولود خلال حكم ستالين أول جيل تكاد الأمية أن تكون معدومة فيه. أُرسِلَ بعض المهندسين إلى الخارج لتعلم التكنولوجيا الصناعية، وأُحضِرَ مئات المهندسين الأجانب إلى روسيا بموجب عقود. حُسِّنَت خطوط النقل أيضًا، إذ بُنيت العديد من السكك الحديدية الجديدة، على الرغم من العمل القسري الذي كلف الآلاف من العمال أرواحهم. حصل العمال الذين تجاوزوا حصصهم المقررة من العمل، والذين عُرفوا بالستيكانوفايتيين، على العديد من الحوافز مقابل عملهم الإضافي، ذلك على الرغم من أن العديد من هؤلاء العمال كانوا في الواقع «مُعَدّين» للنجاح عبر تلقي مساعدة كبيرة في عملهم، ثم استُخدِمَت إنجازاتهم للدعاية.

### الدين
بدأت الهجمات المنهجية على الكنيسة الأرثوذكسية الروسية بمجرد تولي البلاشفة السلطة في عام 1917. في 1930، كثف ستالين حربه على الدين المنظم، وأُغلقت جميع الكنائس والأديرة تقريبًا، وسُجِن عشرات الآلاف من رجال الدين أيضًا أو أُعدموا. قدّر المؤرخ دميتري بوسبيلوفسكي أن ما بين 5000 و10000 رجلًا من رجال الدين الأرثوذكسيين سُجِنوا أو ماتوا بالإعدام في الفترة بين 1918-1929، إضافة إلى 45000 آخرين في 1930-1939. أضاف الرهبان والراهبات والموظفون ذوو الصلة 40000 قتيل إضافي.
عززت آلة الدعاية الحكومية الإلحاد بقوة ونددت بالدين باعتباره أحد مصنوعات المجتمع الرأسمالي. في عام 1937، شجب البابا بيوس الحادي عشر الهجمات على الدين في الاتحاد السوفيتي. بحلول عام 1940، ظل عدد صغير فقط من الكنائس مفتوحًا. كانت الحملات المبكرة المناهضة للدين في عهد لينين موجهة في معظمها صوب الكنيسة الأرثوذكسية الروسية فقط؛ لأنها كانت رمزًا للحكومة القيصرية. في الثلاثينيات من القرن الماضي، كانت جميع الديانات مستهدفة: الطوائف المسيحية للأقليات، والإسلام، واليهودية، والبوذية. فشل الإلحاد في كسب العديد من النفوس على المدى الطويل. قُوِّيَ الدين تحت الأرض وأُعيد إحياؤه للمساعدة في خوض الحرب العالمية الثانية. لقد ازدهر بعد سقوط الشيوعية. كما يشرح بول فرويز:شن الملحدون حربًا استمرت 70 عامًا على العقيدة الدينية في الاتحاد السوفيتي. دمر الحزب الشيوعي الكنائس والمساجد والمعابد. أُعدِمَ الزعماء الدينيون، وغُمرت المدارس ووسائل الإعلام ببروباغندا معادية للدين، وأُدخِل نظام عقائدي يسمى «الإلحاد العلمي»، كاملًا مع طقوس الإلحاد، والتبشيريين، ووعد الخلاص الدنيوي. لكن في النهاية، احتفظت غالبية المواطنين السوفيت الأكبر سنًا بمعتقداتهم الدينية، وعاشت مجموعة من المواطنين الأصغر سنًا في فترة ما قبل الحقبة السوفيتية؛ فحصلوا على معتقدات دينية.